# Охота на воров 2: Пантера
«Охота на воров 2: Пантера» (англ. Den of Thieves 2: Pantera) — американский боевик, сценариста и режиссёра Кристиана Гудегаста. Сиквел фильма 2018 года «Охота на воров». Главные роли исполнили Джерард Батлер и О’Ши Джексон-младший, повторившие свои роли из первого фильма.
Премьера фильма состоялась 10 января 2025 года.

## Сюжет
Провернув налёт на Федеральный резервный банк в Лос-Анджелесе и сбежав с добычей в Европу, криминальный гений Донни Уилсон осуществляет своё следующее дело в Антверпене: со знаменитой бандой «Пантеры» во главе с Джованной, они совершают ограбление самолёта из Южной Африки прямо в ангаре аэропорта и крадут уникальный красный бриллиант. 
В Ницце, Донни выдаёт себя за наследника западно-африканской династии купцов алмазов из Кот-д’Ивуара и продаёт скупщице Шаве ранее украденный бриллиант. Таким образом, он становится маклером на бирже во Всемирном алмазном квартале с целью внедриться в хранилище алмазов. Это лишь следующий этап на пути к грандиозному ограблению крупнейшей в мире алмазной биржи. 
Обведённый вокруг пальца, недавно разведённый и отстранённый от службы шериф Ник О’Брайен допрашивает вдову Мерримена Холли о возможном местонахождении Донни. Прилетев в Ниццу, он сотрудничает с местной полицией во главе с детективом Уго и на одной из видеокамер обнаруживает Донни. «Большой Ник»  встречается с преступником, но вместо того, чтобы его арестовать, потерявший всё бывший полицейский настаивает на работе с Донни и становится членом его команды. 
Ника и Донни похищает разгневанная итальянская мафия из Сардинии, требуя вернуть красный бриллиант их лидеру, известному как Осьминог. Под угрозой смерти, если Донни этого не сделает, их отпускают, и Джованна знакомит Ника с Шавой, которая в свою очередь является подругой управляющего хранилищем и становится их внутренним связующим звеном. 
Команда мастерски исполняет проникновение в хранилище, избегая видеонаблюдения и взламывая главный сейф. Они забирают алмаз и деньги, но сталкиваются с трудностями во время побега. Ник, импровизируя под давлением, спасает команду, но привлекает внимание охранников. Ему удаётся всё же сбежать, и они разделяются. Джованна и Драган уезжают в фургоне, в то время, как Ник, Донни и Славко продолжают свой путь к итальянской границе, по маршруту спланированного побега. 
Однако, ранее покинувшие из-за разногласий команду Марко и Виго, которые теперь возглавляют конкурирующую банду «Тигров», устраивают им засаду по дороге в Италию, чтобы их убить и украсть добычу. На серпантине в Альпах между группировками завязывается жестокая перестрелка. В итоге, приспешники «Осьминога», спасая сбегающих «Пантер», убивают Марко и Виго. Донни возвращает им красный бриллиант, и мафия сохраняет им жизнь.
«Пантеры» празднуют свой успех в ресторане, но французские власти арестовывают команду. Оказывается, что это Ник сдал своих сообщников, но видно, как он чувствует вину за то, что донёс на своих новых друзей. Впоследствии он посещает находящегося в тюрьме Донни и намекает ему на потенциальный побег. Во время транспортировки Донни в другое учреждение мафия устраивает засаду на конвой и похищает его. Осьминог, впечатлённый его навыками, вербует Донни для работы на него.

## В ролях
- Джерард Батлер — Ник О’Брайен, «Большой Ник»[3]
- О’Ши Джексон-младший — Донни Уилсон
- Эвин Ахмад — Джованна
- Майкл Биспинг — Коннор
- Сальваторе Эспозито — Славко
- Назмие Орал — Шава
- Кристиан Солимено — Флорентин
- Орли Шука — Драган
- Дино Келли — Марко
- Рико Верхувен — Виго
- Сирил Ган — Папе
- Велибор Топич — Вук
- Медоу Уильямс — Холли

## Производство
После выхода фильма «Охота на воров» в 2018 году началась разработка сиквела, режиссёром и автором сценария вновь стал Кристиан Гудегаст, а также возвращение Джерарда Батлера и О’Ши Джексона-младшего к своим ролям из первого фильма. Первоначально съёмки фильма планировалось начать в 2022 году. Съёмки проходили с апреля по июль 2023 года в Великобритании и на Канарских островах. Для съёмок были переоборудованы некоторые из центральных улиц Санта-Крус-де-Тенерифе, например, построены полицейский участок и ювелирный магазин, а местный бар стал похож на французский.
На Каннском кинорынке 2023 года компания Briarcliff Entertainment приобрела права на фильм для проката в США в конце 2024 года, а Sierra/Affinity будет заниматься международным прокатом фильма.
Первоначально премьера фильма была запланирована в США на конец 2024 года. Однако в мае 2024 года права на распространение фильма перешли к Lionsgate в результате приобретения компании Entertainment One (позже преобразованной в Lionsgate Canada) у Hasbro в декабре 2023 года, и премьера фильма состоялась в США 10 января 2025 года.

## Отзывы и оценки
На сайте Rotten Tomatoes фильм имеет рейтинг 63 % основанный на 78 отзывах, со средней оценкой 5.9/10.
В положительной рецензии для Variety Оуэн Глейберман предпочёл «Охоту на воров 2: Пантера» его предшественнику, назвав сиквел «более гладким и цельным». Он также высоко оценил харизму Батлера и выразил мнение, что эти фильмы «могут стать самой прочной франшизой Батлера». Брайан Таллерико в рецензии для сайта RogerEbert.com оценил фильм в 3 звезды из 4.

## Будущее
В январе 2025 года Батлер подтвердил планы по созданию третьего фильма, заявив: «Я больше не буду ждать» и взяв на себя частичную вину за семилетний перерыв между двумя фильмами.
Позднее в том же месяце сценарист Кристиан Гудегаст заявил, что сценарий третьей части завершён, а также сообщил о планах по созданию ещё как минимум двух сиквелов. Действие каждого фильма будет происходить в разных частях света, начиная с Африки в третьем фильме и заканчивая другими запланированными частями в Бразилии и Юго-Восточной Азии, причём сюжет будет основан на реальных ограблениях. Студия планирует начать производство третьей части до 2027 года.